# Macrophiothrix pawsoni
Macrophiothrix pawsoni är en ormstjärneart som beskrevs av Yin-Xia Liao 2004. Macrophiothrix pawsoni ingår i släktet Macrophiothrix och familjen Ophiothrichidae. Inga underarter finns listade i Catalogue of Life.